# Gaseta

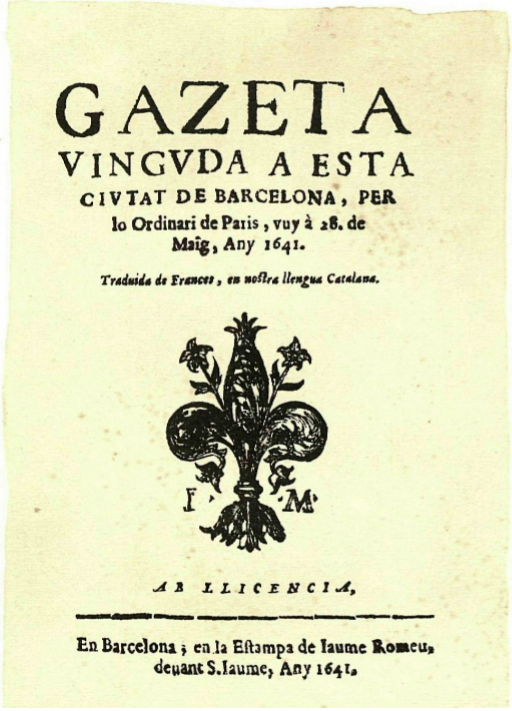
Gazeta, va ser la primera gaseta publicada en català l'any 1641, impresa per Jaume Romeu.

La gaseta (de l'italià gazzetta) fou el principal format de la premsa periòdica des de principi del segle xvii arreu d'Europa. És un element destacat de l'etapa de la història del periodisme anomenada periodisme antic.
Etimològicament, Gaseta és un manlleu del francès, que al seu torn és l'evolució que al segle xvi va patir la paraula italiana gazeta, que era el nom de la moneda de la República de Venècia. Gaseta era la paraula amb la que s'anomenaven els diaris a mitjans del segle xvi, quan el primer diari de Venècia costava una gaseta. L'ús del terme, amb diverses variants, roman en nombroses llengües modernes.
Apareixien setmanalment i en quatre pàgines recollien notícies breus, principalment sobre política i aspectes militars. Suposaren l'inici de la difusió periòdica de notícies impreses entre un públic nombrós i heterogeni per part d'un emissor institucionalitzat. Tal com va mostrar Tobías Peucer en una tesi del 1690, en aquell moment ja s'utilitzaven les "sis w" 
 per redactar notícies.

## Evolució
Les dues primeres publicacions periodístiques setmanals que marquen l'origen de la història del periodisme són de l'Alemanya del 1609. El primer periòdic de la història del periodisme fou Relation aller fürnemmen und gedenckwürdigen Historien (Col·lecció de totes les notícies distingides i memorables), publicada a Wolfenbüttel des del 1609. El segon és el Relatio d'Estrasburg. Foren les primeres dues gasetes setmanals que van aparèixer després d'un segle i mig d'evolució de les fulles impreses no periòdiques. Aviat es va publicar la gaseta de Basilea (1610), la de Viena (1615), la Frankfurten Journel de Frankfurt del Main (1615), la de Berlín (1617), la d'Hamburg (1618), la de Londres (1622), la Gaceta Publica d'Itàlia (1640), i la Gazeta de Barcelona (1641). El 1650 hi havia 30 ciutats alemanyes amb gasetes actives.
El primer periòdic de França, la Gazette de France, fou publicat des del 1632 pel metge reial Theophrastus Renaudot (1586-1653), amb el patronatge de Lluís XIII i que es convertiria en el model de la premsa d'Estat. Tots els diaris estaven subjectes a la censura prèvia i servien com a instruments de propaganda per la monarquia. Jean Loret és considerat un dels primers periodistes francesos. Difongué notícies setmanals de la societat de París en vers des del 1650 fins al 1665, en el que s'anomenà la Gazette burlesque. En aquesta etapa del periodisme francès hi ha historiadors que també esmenten el Mercure française, eminentment literari, i el Journal des Savants, principalment científic.